# フレデリック・マッコイ

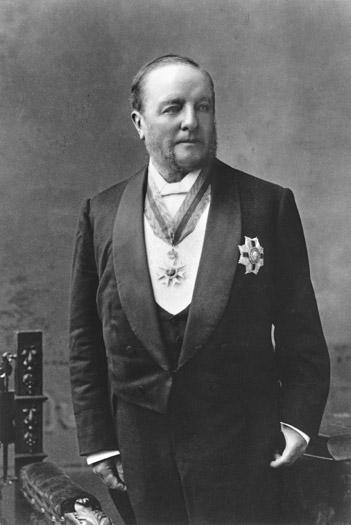
フレデリック・マッコイ

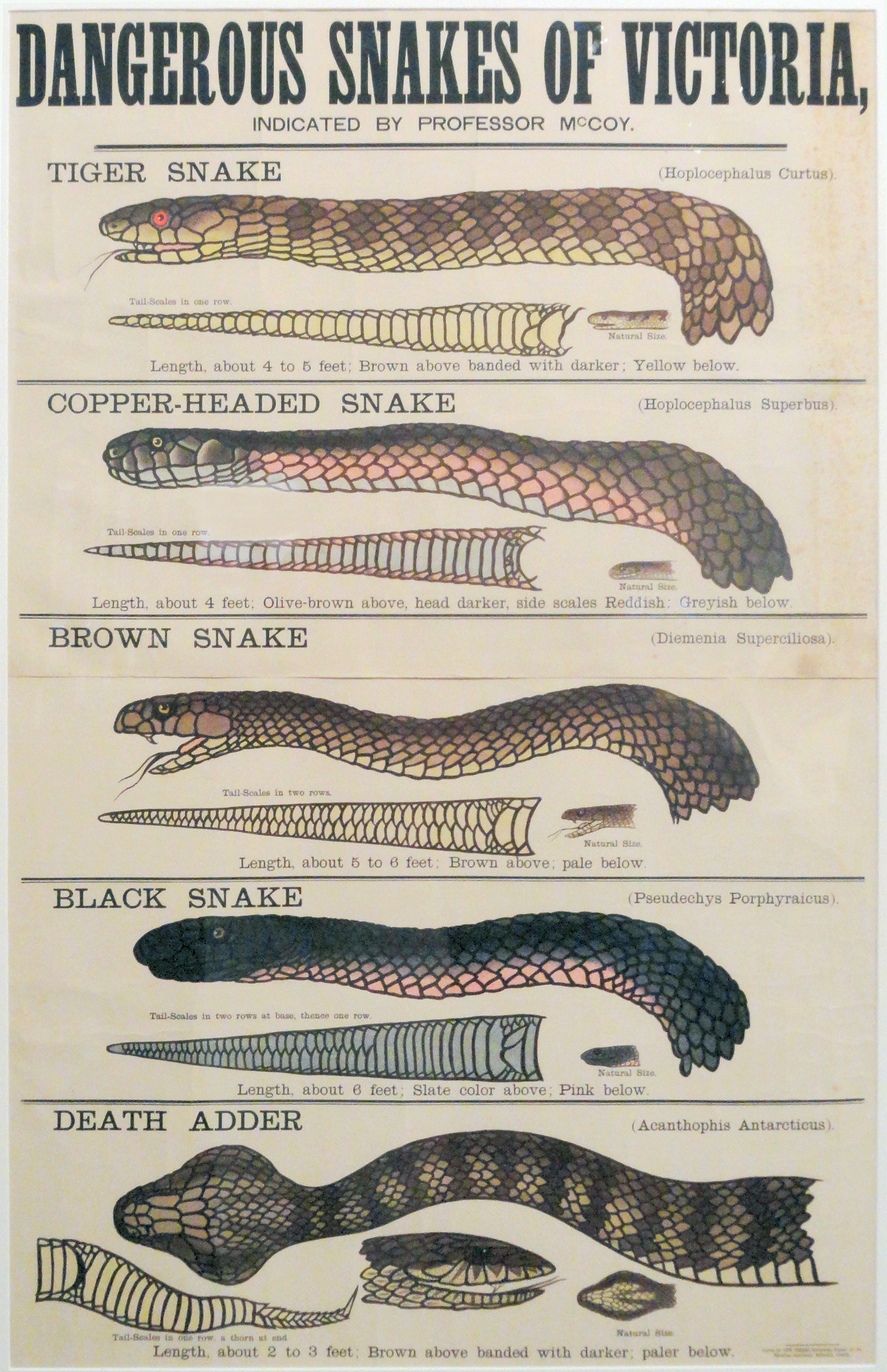
マッコイの調べた、ビクトリア州の毒蛇の教育用ポスター

フレデリック・マッコイ（Sir Frederick McCoy KCMG FRS、1817年 – 1899年5月16日）は、アイルランド生まれの古生物学者、動物学者である。オーストラリアで働き、メルボルン大学の教授を務め、メルボルン博物館の館長を務めた。

## 略歴
ダブリンに生まれた。ダブリンやケンブリッジ大学で、医者となるための教育を受けるが、自然科学、地質学に興味を持ち、18歳の時に論文、"Catalogue of Organic Remains compiled from specimens exhibited in the Rotunda at Dublin"を編集した。地質学者のリチャード・グリフィス（Sir Richard Griffith, 1st Baronet）の助手としてアイルランドの石炭紀、シルル紀の地層の化石を研究し、グリフィスと"A Synopsis of the Character of Carboniferous Limestone Fossils of Ireland (1844)および Synopsis of the Silurian Fossils of Ireland" (1846)を執筆した。
数年間、ケンブリッジのWoodwardian Museumで、化石標本の整理の仕事を行い、アダム・セジウィックと"A Synopsis of the Classification of the British Palaeozoic Rocks, with a Systematic Description of the British Palaeozoic Fossils in the Geological Museum of the University of Cambridge" (1855)を執筆した。1850年にベルファストのクイーン・カレッジの地質学教授に任命された。
1854年にメルボルン大学に新設された自然科学の教授職に任命され、その後30年間に渡ってオーストラリアで教えた。最初は自然科学を学ぶ学生の数は少なく、長年に渡って、化学、鉱物学、植物学、動物学、比較解剖学、地質学、古生物学などの分野の講義を行った。多忙を極める中、優れた古生物学者としての評価は変わらなかった。メルボルンに国立自然史・地質学博物館（National Museum of Natural History and Geology:メルボルン博物館）を設立し、館長を務めた。ビクトリア州地質調査所に古生物学者として参加し、著作「ビクトリア州の古生物学原論」（Prodromus of the Palaeontology of Victoria）や「ビクトリア州の動物原論」（Prodromus of the Zoology of Victoria）を執筆した。1861年と1870年にビクトリア州王立協会の会長を務めた。
1879年にロンドン地質学会からマーチソン・メダルを受賞し、1880年に王立協会とリンネ協会のフェローに選ばれ、ケンブリッジ大学からHon. D.Sc.の称号を受けた。CMG.、KCMGを受勲した。